# جريش خشن
الجريش الخشن هي الحبوب المقشرة من المحاصيل المختلفة، مثل الشوفان والقمح والشيلم والشعير. الجريش الخشن هو حبوب كاملة تشمل جنين الحبوب وجزء النخالة الغني بالألياف من الحبوب، والسويداء.

## طالع أيضًا
- جريش